# Dushan Tappeh
 Dushan Tappeh est un quartier de Téhéran-Est.
Une usine de construction aéronautique y a été implantée en 1935.